# إنفوسيس
إنفوسيس المحدودة (بالإنجليزية: Infosys Limited) هي شركة هنديَّة متعدِّدة الجنسيات تختص بتقديم خدمات الاستشارة المتعلِّقة بالأعمال، وتقانة المعلومات، والتعهيد. تقع مقرَّات الشركة في مدينة بنغالور بولاية كارناتاكا الهنديَّة. تُعدّ إنفوسيس ثاني أكبر شركة تقانة معلومات هنديَّة بعد شركة تاتا للخدمات الاستشاريَّة من حيث قيمة العائدات في عام 2017. واحتَّلت المرتبة السادسة والتسعون بعد الخمسمئة على قائمة أكبر الشركات العامَّة في العالم من حيث العائد في نفس العام. بلغت قيمة الرسملة السوقيَّة للشركة 46.52 مليار دولار اعتبارًا من 29 مارس عام 2019. منحت وكالة ستاندرد أند بورز الشركة التصنيف الائتمانيّ ناقص A.

## التاريخ
تأسَّست إنفوسيس على يد سبعة مهندسين في مدينة بونه بولاية ماهاراشترا الهنديَّة برأس مال ابتدائي لم تتجاوز قيمته 250 دولار أمريكيّ في عام 1981. تسجَّلت الشركة تحت اسم شركة إنفوسيس للمستشارين الخاصَّة المحدودة بتاريخ 2 يوليو عام 1981. غيَّرت الشركة موقعها في عام 1983 ليصبح في مدينة بنغالور بولاية كارناتاكا.
وبعدها غيَّرت الشركة اسمها في أبريل عام 1992 ليصبح شركة إنفوسيس للتقانات الخاصَّة المحدودة، وغيَّرته مجدَّدًا ليغدو اسمها إنفوسيس للتقانات المحدودة بعدما أصبحت شركة عامَّة محدودة في يونيو عام 1992. تغيَّر اسم الشركة من جديد ليستقر على تسمية إنفوسيس المحدودة في يونيو عام 2011.
ظهر عرض عام ابتدائيّ للشركة في فبراير عام 1993 بلغت قيمة سعره 95 روبية هنديَّة (ما يُعادل قيمته 550 روبية أو 7.80 دولار في عام 2019) للسهم الواحد، في حين بلغت قيمة الحجز 20 روبية (ما يُعادل قيمته 120 روبية أو 1.60 دولار في عام 2019) للسهم الواحد. لم يدخل عدد من المستثمرين في العرض العام الابتدائيّ، ولكن سرعان ما تدخل مصرف الاستثمار الأمريكيّ مورغان ستانلي لينقذ الشركة حيث استحوذ على ما تُعادل نسبته 13% من حصة الأسهم بقيمة سعر العرض. دخلت أسهم الشركة في التداول في يونيو عام 1993 بسعر قيمته 145 روبية (ما يُعادل قيمته 850 روبية أو 12 دولار في عام 2019) للسهم الواحد.
بدأت أسهم الشركة بالتداول كإيصالات إيداع أمريكيَّة في بورصة ناسداك في عام 1999. ارتفع سعر السهم الواحد لتبلغ قيمته إلى 8,100 روبية (ما يُعادل 28,000 روبية أو 390 دولار في عام 2019) بحلول عام 1999 ما يجعله أغلى سعر لسهم في السوق بالهند خلال ذلك الوقت. كانت الشركة حينها من بين أكبر عشرين شركة من حيث رسملة السوق على بورصة ناسداك. انتقل بعدها إدراج إيصالات إيداع أمريكيَّة من بورصة ناسداك لبورصة يورونكست بنيويورك حتَّى يتمكن المستثمرون الأوروبيون من التداول بأسهم الشركة بسهولة أكبر.

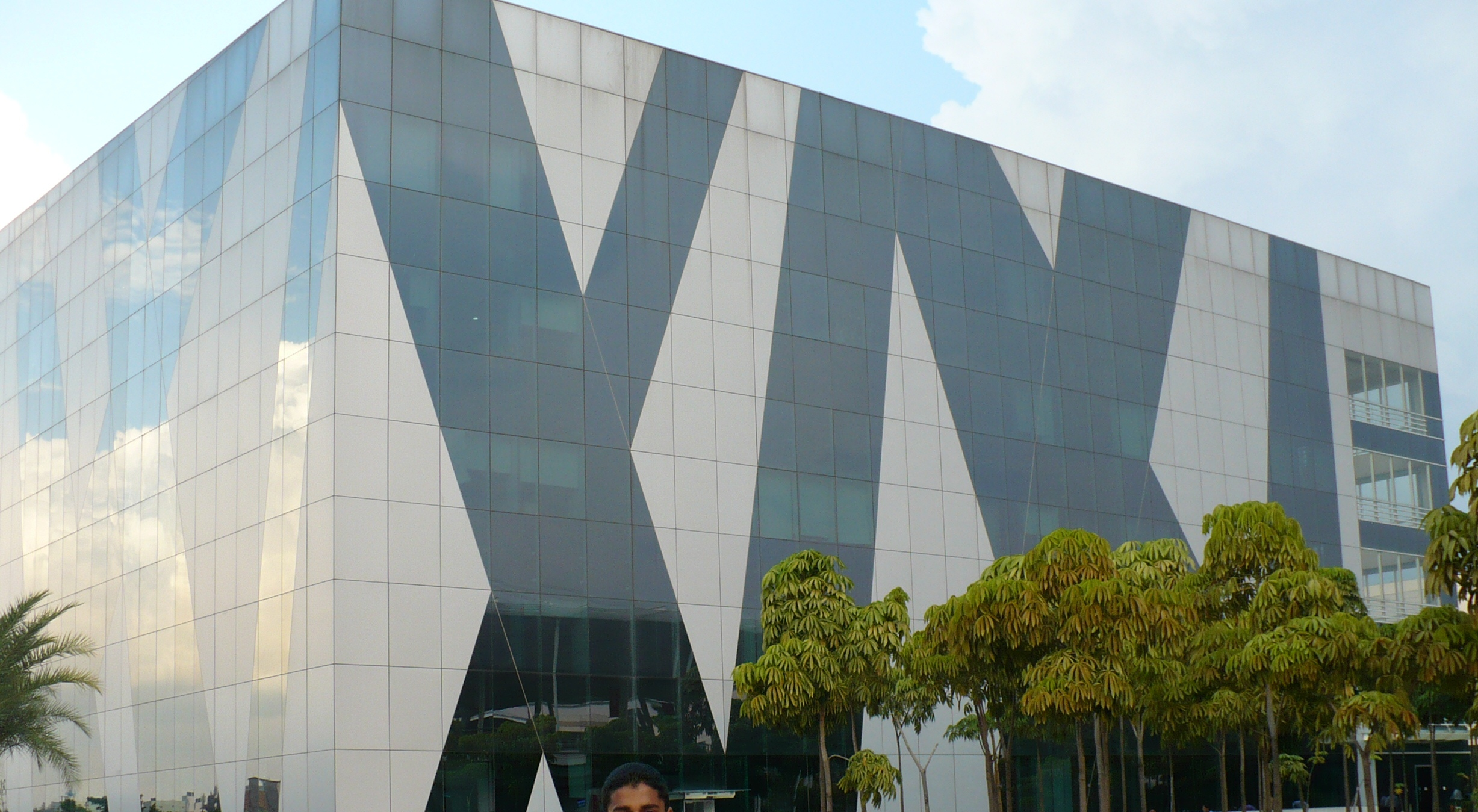
مقرَّات الشركة في بنغالور

بلغت قيمة عائدات الشركة السنويَّة 100 مليون دولار في عام 1999. وتجاوزت قيمة عائداتها المليار دولار في عام 2004، ومن ثم بلغت 10 مليارات دولار في عام 2017.
أعلنت الشركة عن افتتاحها مكاتب جديدة للشركة في مدينة ميلووكي بولاية ويسكونسن الأمريكيَّة في عام 2012. كان الهدف من المكاتب الجديدة خدمة شركة هارلي دافيدسون مما يجعله المكتب الدوليّ الثامن العشر للشركة في الولايات المتَّحدة. بلغ عدد الموظَّفين الذي عيَّنتهم الشركة في الولايات المتَّحدة 1200 موظَّف في عام 2011. وسَّعت الشركة قوتها العاملة في البلاد لتصل إلى 2000 موظَّف في عام 2012. أعلنت الشركة عن توسيعها لمقارها في مدينة إنديانابولس بولاية إنديانا الأمريكيَّة في أبريل عام 2018 حيث تقرَّر إضافة 3000 وظيفة جديدة ضمن مقار عمل جديدة تتجاوز مساحتها 120 فدان.
أعلنت الشركة في يوليو عام 2014 عن تأسيس شركة فرعيَّة للمنتجات تُدعى شركة إيدج-فيرف للنظم. تركِّز هذه الشركة على منتجات برمجيات الأعمال في مجالات العمليات التجاريَّة، وخدمة العملاء، والتوريد، والتجارة. أُعلِن في أغسطس عام 2015 عن نقل أصول شركة فيناكل للحلول المصرفيَّة العالميَّة بصورة رسميَّة من إنفوسيس لتصبح جزءًا من محفظة شركة المنتجات إيدج-فيرف للنظم.

## المنتجات والخدمات
تقدِّم إنفوسيس خدمات تطوير البرمجيات والصيانة والتحقق المستقل للشركات في قطاع التعاملات الماليَّة والتأمين والصناعة وغيرها من المجالات. ومن أشهر منتجات الشركة برنامج فيناكل الذي يعدّ من البرمجيات العالميَّة المُعتمدة بنماذجه المتعددة في قطاع الخدمات المصرفيَّة الاستهلاكيَّة وخدمات الشركات.

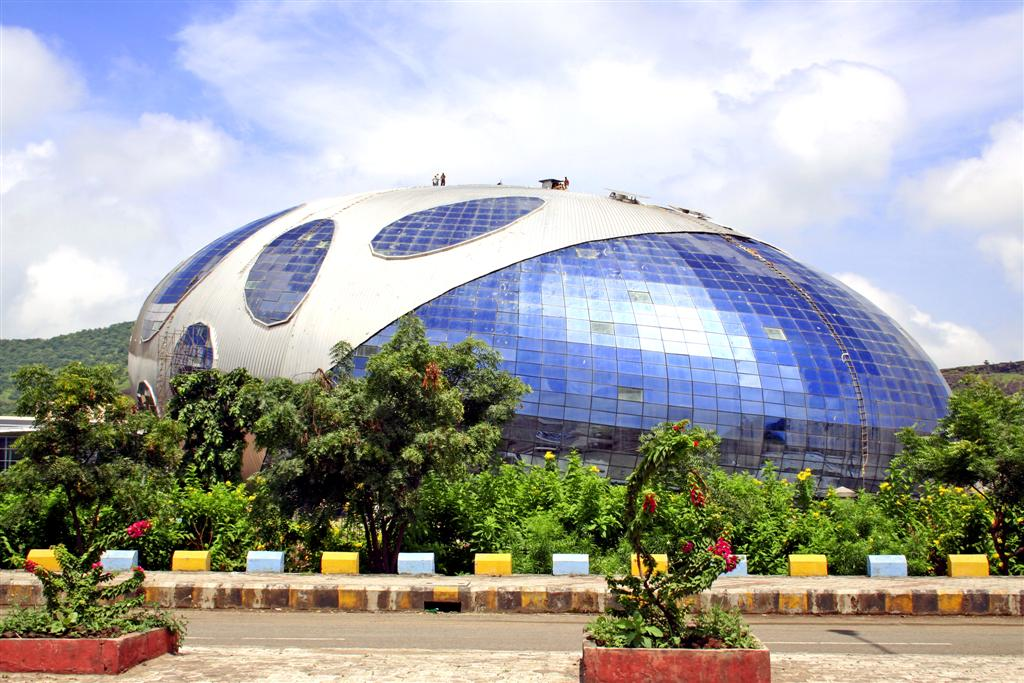
بناء إنفوسيس الزجاجيّ في مدينة بونه بالهند

تتضمن منتجات وخدمات الشركة الأساسيَّة كلًا من:
- منصة الجيل القادم المتكاملة في مجال الذكاء الاصطناعيّ (تعرف سابقًا باسم مانا)
- إنفوسيس للاستشارات - خدمة الإدارة العالميَّة التابعة للشركة
- منصة معاومات إنفوسيس - منصة لخدمات التحليل
- شركة نظم إيدج-فيرف التي تتضمن منصة فيناكل المصرفيَّة الدوليَّة
- جناح بنايا السحابيَّة
- خدمة سكافا
- الخدمات الهندسيَّة[26]
- التسويق الرقميّ[27]

## الانتشار الجغرافيّ

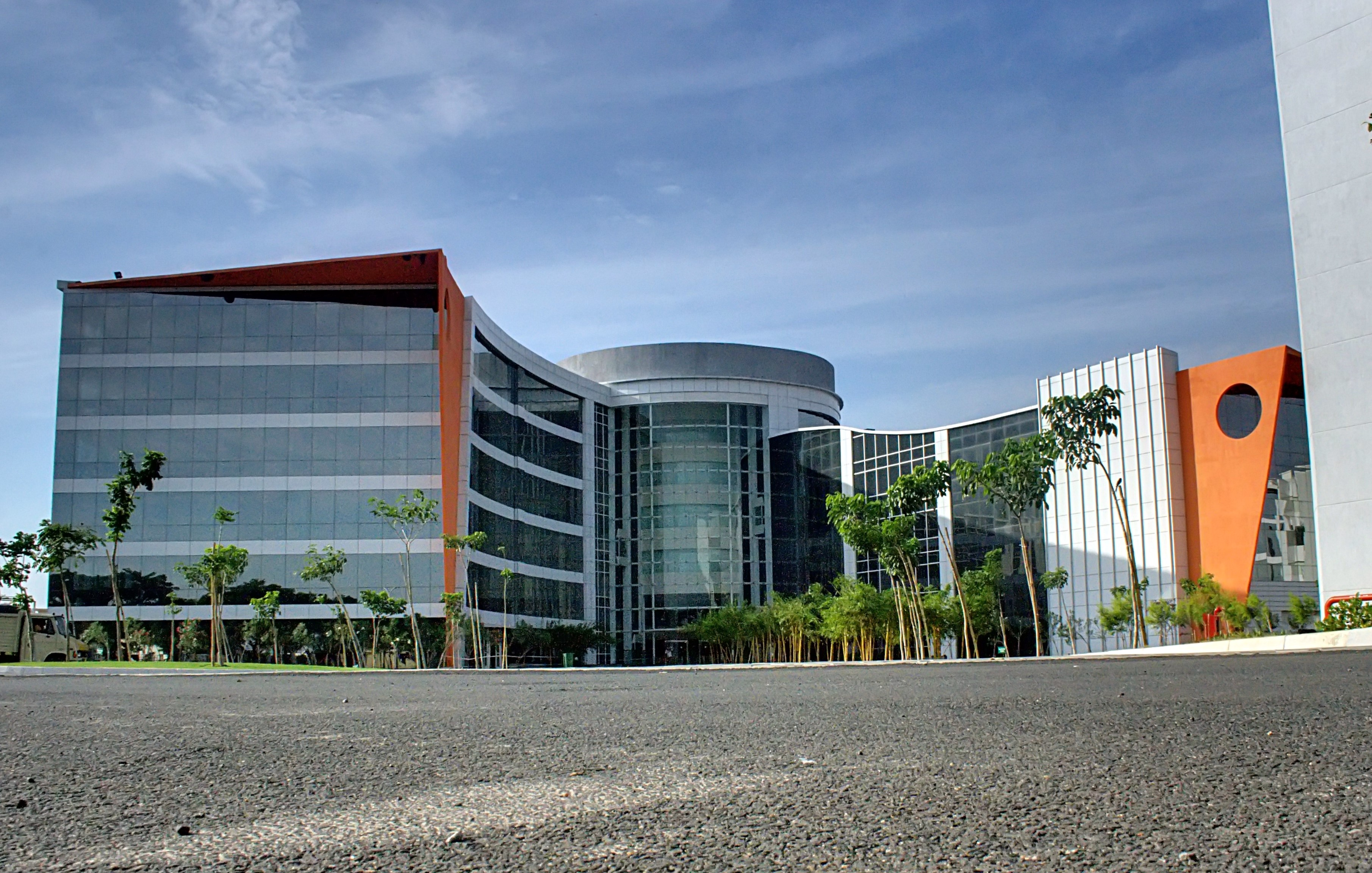
المبنى الرئيسيّ في مدينة تشيناي

يتبع للشركة 82 مكتب للمبيعات والتسويق بالإضافة إلى 123 مركز للتطوير في جميع أنحاء العالم، وذلك اعتبارًا من يوم 31 مارس عام 2018. تنتشر مكاتب الشركة الكبرى في الهند، والولايات المتَّحدة، والصين، وأستراليا، واليابان، والشرق الأوسط، وأوروبا.
بلغت عائدات الشركة التي أحرزتها من تقديم خدماتها في منطقة أمريكا الشماليَّة في عام 2019 نسبة 60%، في حين بلغت نسبتها في أوروبا 24%، وفي الهند فلم تتجاوز نسبة عائداتها 3% في نفس العام. أمَّا نسبة 13% المتبقيَّة من العائدات فجنتها الشركة من مناطق العالم الأخرى.

## صفقات الاستحواذ
| اسم الشركة                 | مقرّها                      | تكلفة صفقة الاستحواذ    | تاريخ الاستحواذ | مجال عمل الشركة                              |
| -------------------------- | -------------------------- | ----------------------- | --------------- | -------------------------------------------- |
| شركة خدمات خبراء المعلومات | أستراليا                   | 23 مليون دولار أمريكي   | ديسمبر 2003     | مزوِّد خدمات في مجال تقانة المعلومات           |
| مكامش للنظم                | الولايات المتَّحدة           | 38 مليون دولار أمريكي   | ديسمبر 2009     | مزوِّد خدمات تأمين وخدمات ماليَّة                |
| مجموعة بورتلاند            | أستراليا                   | 37 مليون دولار أسترالي  | يناير 2012      | توريد استراتيجيّ وإدارة نوعيَّة                 |
| لودستون القابضة            | سويسرا                     | 345 مليون دولار أمريكي  | سبتمبر 2012     | خدمات استشارة إداريَّة                         |
| بانايا                     | إسرائيل                    | 200 مليون دولار أمريكي  | مارس 2015       | تقانات آليَّة                                  |
| سكافا                      | الولايات المتَّحدة           | 120 مليون دولار أمريكي  | أبريل 2015      | حلول رقميَّة تجريبيَّة                           |
| شركة نوا للاستشارات        | الولايات المتَّحدة           | 70 مليون دولار أمريكي   | نوفمبر 2015     | خدمات استشاريَّة في مجال إدارة المعلومات       |
| سكايتري                    | الولايات المتَّحدة           | لم يُكشف عنه             | أبريل 2017      | تعلم الآلة                                   |
| بريليانت بيسكس             | المملكة المتَّحدة            | 7.5 مليون جنيه إسترليني | أغسطس 2017      | تصميم المنتجات وتجربة المستهلك               |
| فلويدو أوي                 | فنلندا                     | 65 مليون يورو           | أكتوبر 2018     | شراكة استشاريَّة واستشارة في مجال قوى المبيعات |
| وونغ-دودي                  | الولايات المتَّحدة           | 75 مليون دولار أمريكي   | يناير 2019      | خدمات إعلان واستراتيجيات ابتكاريَّة            |
| ستيتر إن في                | هولندا                     | 127.5 مليون يورو        | أبريل 2019      | خدمات الرهن العقاريّ                          |
| سيمبلاس                    | الولايات المتَّحدة وأستراليا | لم يُعلن عنه بعد         | فبراير 2020     | شريك قوى مبيعات                              |
| كلايدوسكوب                 | الولايات المتَّحدة           | 42 مليون دولار أمريكي   | سبتمبر 2020     | تصميم المنتج وتطويره                         |

## الإدراج في الأسواق ونمط المساهمة
أُدرِجت أسهم الشركة في الهند في كل من بورصة بومباي حيث تعدّ جزءًا من مؤشِّر سينسكس، بالإضافة إلى سوق الأوراق الماليَّة الوطنيَّة الهنديَّة حيث تُشكِّل جزءًا من مؤشر نيفتي 50. أمَّا في الولايات المتَّحدة فإن أسهمها مُدرجة كإيصالات إيداع أمريكيَّة في بورصة نيويورك.

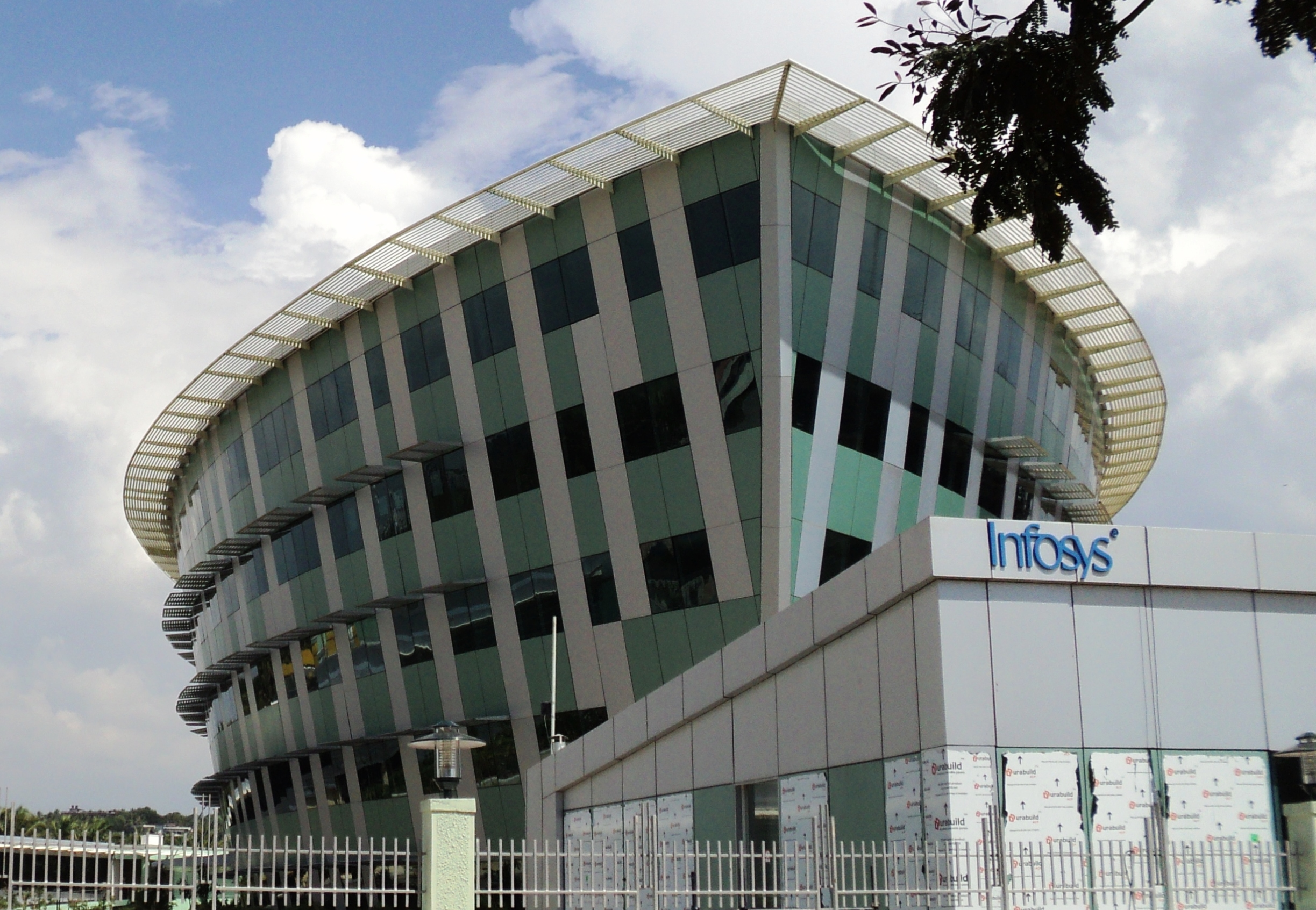
مقر للشركة في ثيروفانانثابورام

تراجعت مساهمة مروّجي الشركة عبر الوقت بدءًا من الوقت الذي أُدرِجت فيه أسهم الشركة للمرة الأولى في يونيو عام 1993. كذلك شهدت حصص المروّجين تراجعًا إضافيًا بعدما أصبحت إنفوسيس أول شركة مُسجَّلة في الهند تقوم بإدراج برامج خيار شراء العاملين لأسهم الشركة وإيصالات الإيداع الأمريكيَّة على بورصة ناسداك في 11 مارس عام 1999. شكَّلت نسبة حصص المروِّجين 28.72% في 31 مارس عام 2002، وانخفضت نسبتها لتصبح 12.75% في 30 يونيو عام 2017 بعدما باع الكثير منهم أسهمهم تدريجيًا وخفَّضوا من مستوى انخراطهم ومشاركتهم في إدارة الشركة.
| المساهمون (اعتبارً من 30 يونيو 2017) | النسبة  |
| ----------------------------------- | ------- |
| مجموعة المروِّجين                     | 012.75% |
| مستثمرون مؤسَّساتيون أجانب            | 037.47% |
| إيصالات الإيداع الأمريكيَّة           | 016.70% |
| أشخاص مساهمون                       | 009.83% |
| مصارف ومؤسَّسات ماليَّة وشركات تأمين    | 011.24% |
| صناديق استثماريَّة مُشتركة             | 008.97% |
| أخرى                                | 003.04% |
| المجموع                             | 100.00% |

## الموظفين
بلغ مجموع عدد موظَّفي الشركة 243,454 شخص في نهاية عام 2019. هذا وقد شكَّلت النساء نسبة 37.8% من القوّة العاملة في الشركة، في حين بلغ عدد العاملين المختصين بمجال البرمجيات في الشركة 229,658 موظَّفًا من أصل مجموع قوّتها العاملة الكليَّة. أما الموظَّفين الباقيين البالغ عددهم 13,796 موظَّفًا فكانوا يعملون في مجال الدعم الإداريّ والمبيعات.
في عام 2016، بلغت نسبة موظَّفي الشركة الموجودين في الهند 89% من مجموع موظَّفيها الكليّ. وصل عدد طلبات التوظيف التي تلَّقتها الشركة خلال السنة الماليَّة 2019 نحو 2,333,420 طلبًا، فيما بلغ عدد مقابلات العمل التي أجرتها الشركة 180,225 مقابلة، ووصل مجموع عدد الموظَّفين الجدد الذين أضافتهم الشركة لقوَّتها العاملة 94,324 ما يُمثِّل إضافة بنسبة 4%. لا تشمل هذه الإحصاءات الشركات التابعة للشركة.
بلغت نسبة التناقص الوظيفيّ في الشركة 21.5% في السنة الماليَّة 2019.

### مركز التدريب في ميسور

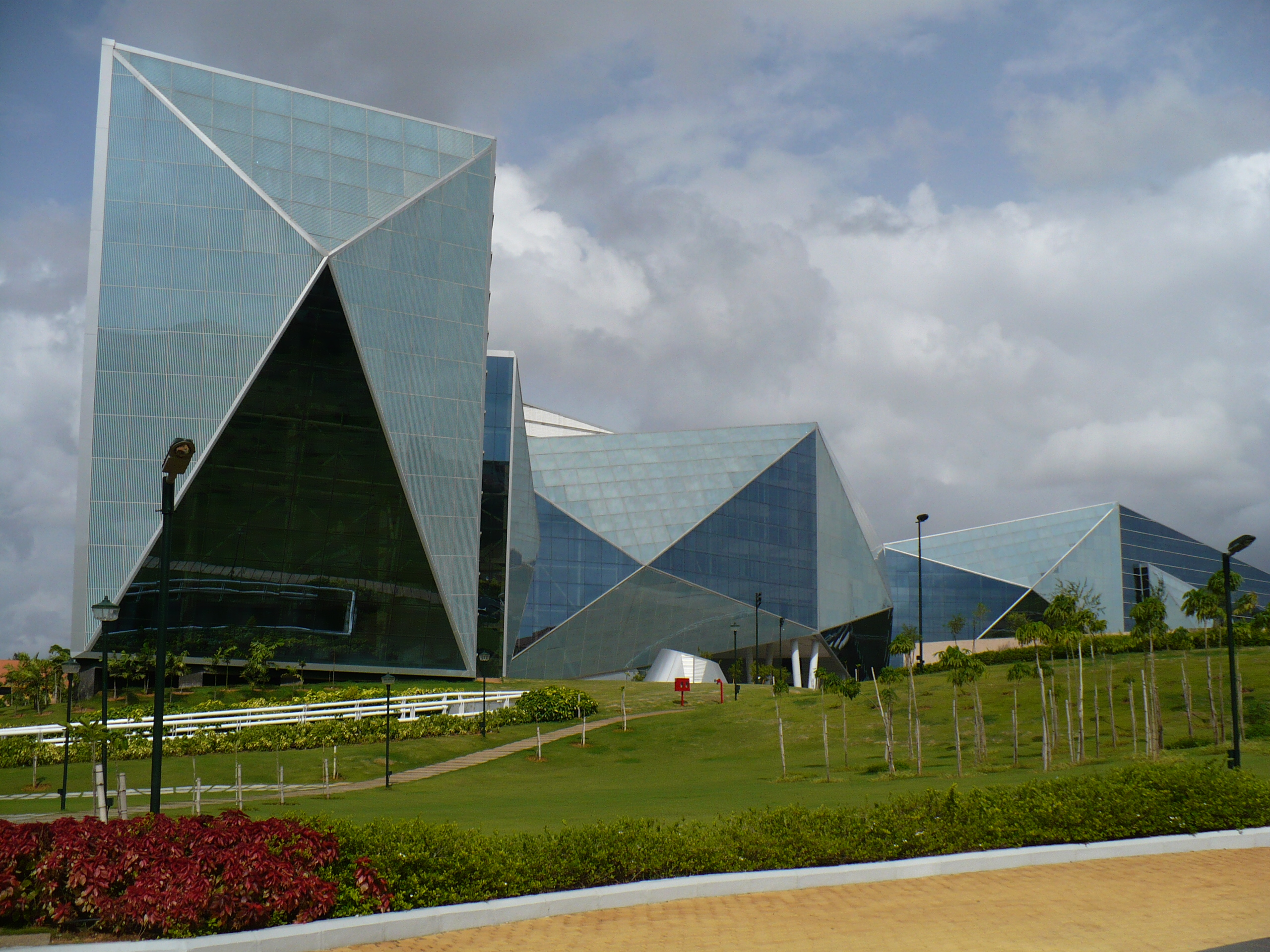
مركز التدريب التابع للشركة في ميسور

تبلغ مساحة مركز إنفوسيس العالميّ للتعليم 337 فدان ما يجعله مركز التدريب الأكبر في العالم. يعمل في المركز التدريبيّ نحو 400 مختص تعليميّ، في حين يتجاوز عدد الصفوف التعليميَّة 200 صف. يتبع المركز في مقرَّراته ودوراته المعايير الدوليَّة في مجال التقانة المعلومات. يرجع تاريخ تأسيس المركز إلى عام 2002. استطاع المركز منذ تأسيسه تأهيل أكثر من 1,25,000 طالب مُتخرِّج بحلول يونيو عام 2015. كما يستطيع المركز من ناحية قدرته الاستيعابيَّة تدريب وتأهيل 14,000 موظَّف بمختلف مجالات التقانة للعمل في الشركة.
تقع مقرّات مؤسَّسة إنفوسيس القياديَّة في مدينة ميسور، ويبلغ عدد غرفها 96 غرفة، وتعمل سنويًا على تدريب نحو 400 شخص قياديّ لصالح الشركة. تهدف المؤسَّسة إلى تحضير وتطوير القادة الريادين ضمن صفوف العاملين في الشركة حتَّى تضعهم في أدوار قياديَّة تنفيذيَّة مستقبليَّة. كذلك يُقدِّم مركز إنفوسيس للتدريب في مدينة ميسور عددًا من المنشآت الخاصَّة بالنشاطات الترفيهيَّة والرياضيَّة للمتدربين فيه ملاعب لكرة المضرب، والبادمنتون، وكرة السلة، والمسابح، والنوادي الرياضيَّة.

### الرؤساء التنفيذيون
كان جميع الرؤساء التنفيذيون الذين أداروا الشركة هم نفسهم مروّجيها خلال الفترة الممتدة منذ تأسيسها في عام 1981 حتَّى عام 2014. تولَّى إن آر نارايانا مورثي مهمة قيادة الشركة في الواحد وعشرين سنة التي أعقبت تأسيسها. كان فيشال سيكا أول رئيس تنفيذيّ لإنفوسيس من غير المروّجين حيث استمر في عمله لصالح الشركة لمدَّة ثلاثة سنين، واستقال سيكا بعدها من الشركة في أغسطس عام 2017. أشار سيكا في رسالة استقالته التي وجَّهها لأعضاء مجلس الإدارة عن اشتداد حدَّة الخروج عن الأهداف والمهام ضده " وبسبب "تزايد الهجمات الملفَّقة والخبيثة والشخصيَّة التي لا أساس لصحّتها بحقه" مما دفعه لترك الشركة. أشارت العديد من المصادر الإعلاميَّة إلى أنَّ استقالة سيكا جاءت على خلفية دخوله في خلاف استمرَ لفترة طويلة مع مؤسِّسي إنفوسيس حول الاتجاه الجديد الذي أراد سيكا المضي بالشركة فيه. شغِلَ برافين راو منصب سيكا كرئيس تنفيذيّ ومدير إداريّ مؤقَّت. اختارت الشركة بعدها ساليل باريخ كمدير تنفيذيّ ومدير إداريّ جديد للشركة بدءًا من يوم 2 يناير عام 2018.
| الاسم                | الفترة                       |
| -------------------- | ---------------------------- |
| إن آر نارايانا مورثي | من 1981 حتَّى مارس 2002        |
| ناندان نيلكاني       | من مارس 2002 حتَّى أبريل 2007  |
| إس غوبالاكريشنان     | من أبريل 2007 حتَّى أغسطس2011  |
| إس دي شيبولال        | من أغسطس 2011 حتَّى يوليو 2014 |
| فيشال سيكا           | أغسطس 2014 حتَّى أغسطس 2017    |
| برافين راو (مؤقَّت)    | أغسطس 2017 حتَّى ديسمبر 2017   |
| ساليل باريخ          | منذ يناير 2018               |

## الجوائز والتقديرات
- فازت الشركة بجائزة الأمم المتحدة العالميَّة للتحرك من أجل المناخ في عام 2019 عن فئة الحياد المناخيّ الراهن.[77]
- احتَّلت الشركة المرتبة الثالثة كأفضل شركة مُعتبرة في العالم لعام 2019 وفقًا لمجلة فوربس.[78]
- اعتبرت إتش إف إس الشركة ضمن فئة «دائرة الفائزين» لعام 2017 من ناحية تقديمها للخدمات الأمنيَّة وخدمات الصناعة الواقعة ضمن تصنيفها الرابع وعمليات المرافق.[79][80][81]
- احتَّلت الشركة المرتبة الثامنة عشر كأكبر مزوِّد لخدمات تقانة المعلومات في العالم على قائمة إتش إف إس للأبحاث في عام 2013.[82] واحتَّلت في نفس العام المرتبة الثالثة والخمسون على قائمة مجلّة فوربس لأكثر شركات العالم ابتكارًا.[83]
- احتَّلت الشركة المرتبة التاسعة عشر كأحد أكثر شركات العالم إبداعًا وابتكارًا في عام 2012 بحسب ترتيب مجلَّة فوربس.[84] وتصدَّرت الشركة في نفس العام المرتبة الأولى على قائمة أكثر عشرين شركة صديقة للبيئة بحسب ترتيب نيوزويك الخاصّ بشؤون البيئة لسنة 2012.[85]
- أعلن معهد المحاسبين القانونيين في الهند إدخال الشركة ضمن قاعة المشاهير خاصّته في عام 2006 لفوزها بجائزة أفضل عمليات المحاسبة المقدَّمة لمدَّة 11 عامًا متتالية.[86]
- احتَّلت الشركة المرتبة الأولى على قائمة تقرير أفضل عشر تطويرات برمجيَّة تعاونيَّة بحسب إتش إف إس في عام 2020.[87]
- اعتبرت أفاسانت في عام 2020 الشركة رائدة في خدمات التجزئة الرقميَّة والسلع الاستهلاكيَّة سريعة التداول.[88][89]

## الجدالات والانتقادات

### تسوية الاحتيال الضريبي في الولايات المتحدة
أعلن مدَّعي عام ولاية كاليفورنيا خافيير بيسيرا في ديسمبر عام 2019 عن عقد تسوية بقيمة 800 ألف دولار مع إنفوسيس وشركة بي پي إم التابعة لها والمُختَّصة بإدارة ومعالجة الأعمال. بلغ عدد موظَّفي الشركة في الولاية ما يقرب الخمسمئة شخص الذين دخلوا البلاد بتأشيرات زائرين من نوع B-1 بدلًا من تأشيرات عمل H-1B خلال الفترة من عام 2006 حتَّى عام 2017، وذلك حسب البيانات الرسميَّة المتاحة على موقع ولاية كاليفورنيا.
تمكَّنت الشركة من خلال هذا التصنيف المغلوط تجنّب تسديد ضرائب لسلطات الولاية على رواتب عامليها مثل التأمين على البطالة، وتأمين الإعاقة، وتأمين ضرائب التدريب والتأهيل.
تزوير تأشيرات الدخول في الولايات المتحدة
في عام 2011، واجهت الشركة اتِّهامات بارتكابها لعمليات تزوير لتأشيرات دخول موظَّفيها من خلال استخدامها لتأشيرات الزائرين بدلًا من التأشيرات الخاصَّة بالعمل الملزمة بها الشركات عند استجلاب العاملين الأجانب بحكم القانون. كان أول من ذكر هذه الادِّعاءات موظَّف أمريكيّ يعمل لإنفوسيس من خلال رفعه لشكوى داخليَّة، ولكنَّه لجأ بعدها لمقاضاة الشركة حيث أدَّعى تعرضه للتهميش المُتعمَّد والمضايقة بعد فضحه الشركة. هذا ورغم أنَّ المحكمة تجاهلت هذه القضية إلَّا أنَّها ساعدت مع قضية مشابهة على تنبيه السلطات الأمريكيَّة على هذه المسألة ومن بينها وزارة الأمن القوميّ. أدَّى هذا إلى مباشرة هيئة محلفين فيدراليَّة الكبرى إجراء تحقيق بهذه المزاعم.
اضطرت إنفوسيس إلى تسديد دعوى مدنيَّة مرفوعة عليها في أكتوبر عام 2013 حيث سدَّدت للسلطات الأمريكيَّة تعويضًا بقيمة 34 مليون دولار. رفضت الشركة الاعتراف بالذنب وظلَّت تشدِّد على أنَّ موافقتها على التسوية تكمن في إرهاقها من عملية التقاضي الطويلة في المحاكم. ذكرت الشركة في تصريحها حيال الاتفاق: «تنكر إنفوسيس وقوع تزوير لتأشيرات الدخول كما تعكس التسوية، وتنكر وتخالف أية ادِّعاءات تقول بوجود تزوير منظَّم لتأشيرات الدخول أو وقوع إساءة لاستخدام تأشيرات الدخول بهدف الحصول على أفضلية تنافسيَّة، أو إساءة من ناحية الهجرة. إذ تبقى الادِّعاءات غير مثبتى إلى حد كبير.»
طرد العمال أمريكيون في جنوب كاليفورنيا
فتحت وزارة العمل الأمريكيَّة تحقيقًا بالشركة في عام 2015 على خلفية ظهور ادِّعاءات أفادت بلجوء موظَّفين في الشركة لاستعمال تأشيرات دخول خاصَّة بالزوار من أجل استبدال عمَّال في كل من منشآت إديسون بكاليفورنيا الجنوبيَّة ومنشآت ديزني. لم يجد التحقيق أنَّ الشركة ارتكبت أمرًا مخالفًا للقانون.
مخالفات مالية
زعُم أحد كاشفي الفساد في عام 2019 عن وجود مخالفات ماليَّة قي قسم المحاسبة بالشركة. أفضت التحقيقات الداخليَّة التي أجرتها الشركة إلى اعتبار الادِّعاءات هذه دون أساس. قال المدقَّقون الخارجيون أنّ الاعتراف بالإيرادات يتماشى مع لوائح معايير المحاسبة الدوليَّة رقم 34.

## وصلات خارجية
- الموقع الإلكتروني (بالإنجليزية)